# 池田幸弘
池田 幸弘（いけだ ゆきひろ）は、日本の学者。

## 来歴
東京都出身。慶應義塾大学経済学部を経て、慶應義塾大学大学院博士課程修了。